# 博格山地
博格山地（德語：Borg-Massiv）是南極洲的地塊，位於東部南極洲的毛德皇后地，最高點是海拔高度2,717米的赫格薩埃特山，由德國探險隊發現。

## 外部連結
- Scientific Committee on Antarctic Research (SCAR)
- Composite Gazetteer of Antarctica（页面存档备份，存于）